# Stevenson (Alabama)
Stevenson è un comune degli Stati Uniti d'America situato nella contea di Jackson dello Stato dell'Alabama.